# Ernst Herzig (Politiker)
Ernst Herzig (* 11. Mai 1943 in Wien) ist ein österreichischer Politiker (ÖVP). Herzig war von 2003 bis 2008 Abgeordneter zum Landtag von Niederösterreich und Bürgermeister von Breitenfurt bei Wien.

## Leben
Herzig besuchte nach der Volksschule ein humanistisches Gymnasium und die Maturaschule. Zudem absolvierte er verschiedene Kurse zum Bilanzbuchhalter. Er arbeitete ab 1962 in der Ennser Zuckerfabrik.

## Politik
Herzig wurde 1975 Gemeinderat sowie 1985 Bürgermeister von Breitenfurt bei Wien. Zwischen dem 24. April 2003 und dem 10. April 2008 vertrat er die ÖVP im Niederösterreichischen Landtag, wobei er bei der Landtagswahl in Niederösterreich 2008 nicht mehr kandidierte.